# Veerle Baetens
Veerle Baetens (Brasschaat,  Antwerpen, 24 januari 1978) is een Vlaamse actrice, regisseuse, scenariste en zangeres.

## Carrière
Baetens volgde een musicalopleiding aan het Brusselse Koninklijk conservatorium Brussel. Ze leerde haar vak kennen in de theaterwereld, maar was de laatste jaren ook te zien in verschillende films en televisieseries. Bekendheid verwierf ze met haar rol van Els in Wittekerke, die van Sara in Sara en die van hoofdinspecteur Hannah Maes in Code 37.
In 2005 won ze de John Kraaijkamp Musical Award, in de categorie vrouwelijke hoofdrol in een kleine musical, voor haar rol van Pippi Langkous in de gelijknamige Nederlandstalige musical. Ook in Vlaanderen werd ze voor deze rol beloond en wel met een Vlaamse Musicalprijs voor aanstormend talent.
Tijdens de eerste Vlaamse Televisie Sterren op 30 maart 2008, rechtstreeks uitgezonden op de openbare omroep Eén, won de VTM-telenovelle Sara drie van de in totaal tien prijzen. Veerle Baetens, die in deze serie de hoofdrol van Sara De Roose vertolkte, werd zowel door het publiek als door de jury bekroond voor haar prestaties. Voor de jury was ze de beste actrice, voor de kijkers de populairste televisiepersoonlijkheid. Tevens gaf het publiek Sara de prijs van populairste televisieprogramma. Dit betekende haar definitieve doorbraak als bekende actrice in Vlaanderen.
In het najaar van 2009 speelde Baetens de rol van hoofdinspecteur Hannah Maes in Code 37, een politieserie op VTM.
Daarna speelde ze een rol in de film Zot van A., geregisseerd door Jan Verheyen, die in oktober 2010 in de zalen kwam. In 2011 vertolkte ze de hoofdrol in Code 37 - de film, in 2012 een hoofdrol in The Broken Circle Breakdown van Felix Van Groeningen.
Met haar groep Dallas bracht zij in 2012 het muziekalbum Take it All uit.
In 2013 speelde Baetens een van de hoofdrollen in Het vonnis, eveneens van Verheyen. Verheyen liet in het radioprogramma Nooit meer slapen weten dat hij voor Baetens had gekozen omdat haar personage een figuur zou zijn van wie hij dacht dat de gemiddelde kijker haar niet zou waarderen. Echter, het knuffelgehalte dat Veerle Baetens had verworven door haar rollen in o.a. Sara en Code 37 zou haar personage sympathieker maken.
Op 7 december 2013 werd Baetens bekroond als beste actrice in The Broken Circle Breakdown op de European Film Awards in Berlijn.
In augustus 2021 begon Veerle Baetens aan de verfilming van Het smelt naar het gelijknamige boek van schrijfster Lize Spit. Een project waarvoor ze in 2016 al was benaderd en wat haar regiedebuut is geworden. Vanaf oktober 2023 was de film Het smelt te zien in de Vlaamse cinemazalen.

## Privéleven
Veerle woont samen met haar partner en haar dochter in Overijse. Ze huwde op 27 oktober 2016, maar maakte dit pas een jaar later bekend. De portretrechten van haar pasgeboren baby, van wie ze aanvankelijk geen foto's toestond, verkocht ze voor 12.000 euro ten voordele van het goede doel Music For Life 2008 aan het Belgische tijdschrift Story.

## Prijzen en nominaties
De belangrijkste:
| Jaar | Prijs              | Categorie     | Film                | Uitslag  |
| ---- | ------------------ | ------------- | ------------------- | -------- |
| 2020 | Magritte du cinéma | Beste actrice | Duelles             | Gewonnen |
| 2016 | Magritte du cinéma | Beste actrice | Un début prometteur | Gewonnen |

- Bibsys: 14005474
- Bibliothèque nationale de France: cb16766074f (data)
- Catàleg d'autoritats de noms i títols de Catalunya: 981058514819206706
- Gemeinsame Normdatei: 1071242660
- International Standard Name Identifier: 0000 0001 3360 1935
- Library of Congress Control Number: no2014037966
- MusicBrainz: 52dd3fa7-3859-47d1-b52a-2e90d8ccfa8a
- Nederlandse Thesaurus van Auteursnamen: 354001914
- Système universitaire de documentation: 177084073
- Virtual International Authority File: 308181230
- WorldCat: E39PBJfx6jjpkjwVgb7cdtHgrq